# Pentamera pseudocalcigera
Pentamera pseudocalcigera is een zeekomkommer uit de familie Phyllophoridae.
De wetenschappelijke naam van de soort werd in 1938 gepubliceerd door Elisabeth Deichmann.